# Pölkenstraße 21 (Quedlinburg)

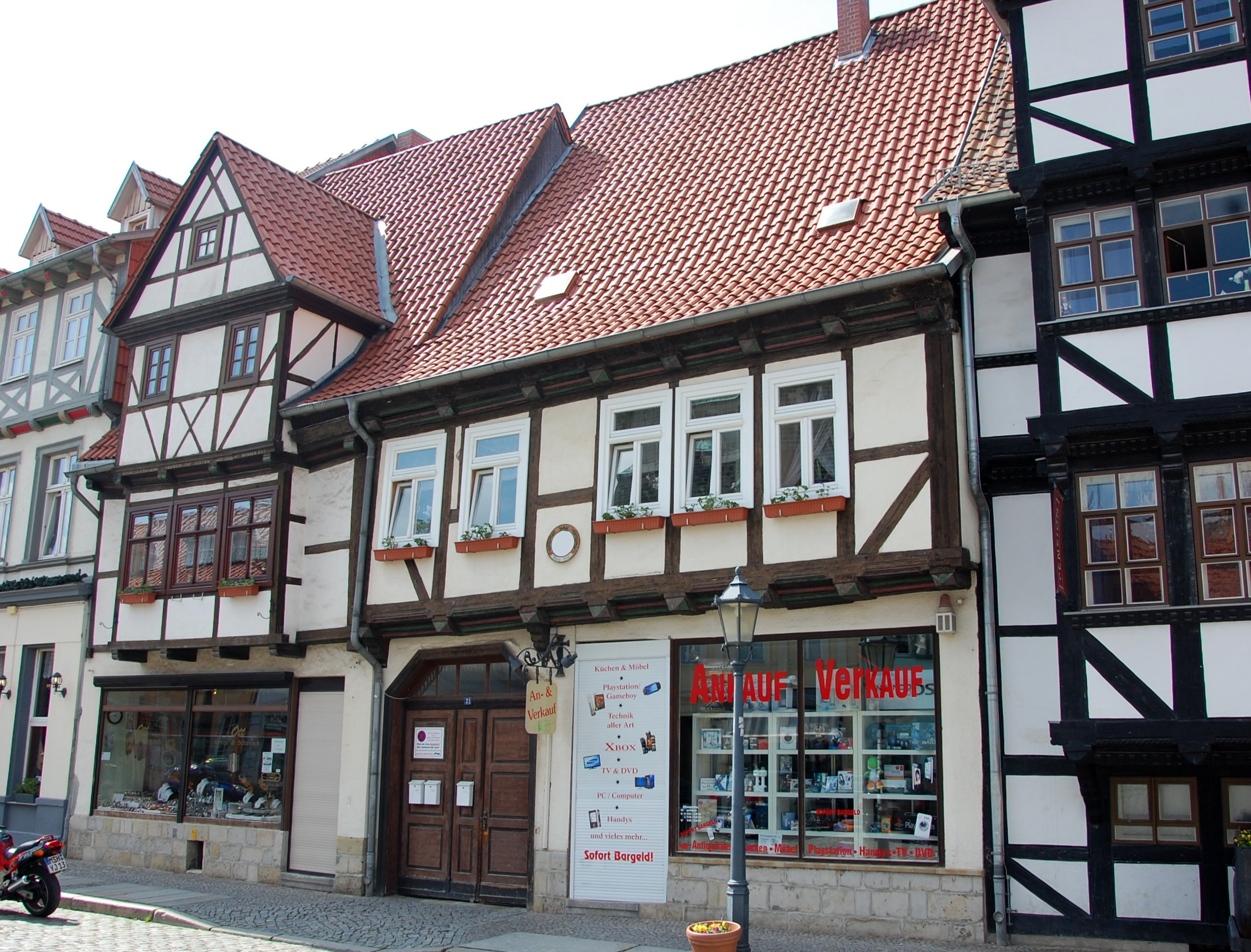
Haus Pölkenstraße 21

Das Haus Pölkenstraße 21 ist ein denkmalgeschütztes Gebäude in der Stadt Quedlinburg in Sachsen-Anhalt.

## Lage
Es befindet sich in der historischen Neustadt Quedlinburgs auf der Westseite der Pölkenstraße. Es gehört zum UNESCO-Weltkulturerbe. Im Quedlinburger Denkmalverzeichnis ist das Gebäude als Wohnhaus eingetragen. Nördlich grenzt das gleichfalls denkmalgeschützte Haus Pölkenstraße 22 an.

## Architektur und Geschichte
Das zweigeschossige Fachwerkhaus besteht aus zwei Gebäudeteilen. Der südliche Teil des Hauses ist mit einer Inschrift versehen, verfügt über einen Erker sowie ein Zwerchhaus. Insgesamt ist dieser Gebäudeteil durch Umbauten nicht mehr im ursprünglichen bauzeitlichen Zustand erhalten.
Der nördliche Teil entstand in der Zeit um 1680, wobei das Erdgeschoss in späterer Zeit in massiver Bauweise neu erstellt wurde. Im Erdgeschoss befindet sich eine Tordurchfahrt.
Hofseitig befindet sich auf der Südseite ein zweigeschossiger Hofflügel aus dem 18. Jahrhundert. Er ist ebenfalls in Fachwerkbauweise errichtet und verfügt über einen massiven Unterbau. Bedeckt ist er mit einem Mansarddach. Es bestehen zwei Ladeluken.
Ein auf der Nordseite ursprünglich bestehender weiterer Hofflügel wurde nach einem Brand im Jahr 1965 erneuert.